# Sistema bifase (elettrotecnica)
Analogamente al sistema trifase, in elettrotecnica con sistema bifase si intende un sistema di produzione di energia elettrica basato su due tensioni elettriche alternate (cioè due fasi) aventi la stessa frequenza e traslate di 90°.
In un generatore bifase, il sistema è equilibrato e simmetrico quando la somma vettoriale delle tensioni è nulla (punto neutro), cioè quando le tensioni sono uguali e perfettamente sfasate di 90°.
Quindi, definita con U la tensione tra due fasi e con E la tensione tra una fase e il neutro, è valida la seguente formula:
{\displaystyle U={\sqrt {2}}\cdot E}
Inoltre, detta con I l'intensità di corrente del conduttore di fase e I0 quella del neutro, vale la relazione:
{\displaystyle I_{0}={\sqrt {2}}\cdot I}
In una linea bifase sono necessari quattro conduttori, due collegati per ogni fase.
Il sistema bifase non deve essere confuso con la distribuzione bifase di alcune zone d'Italia e del mondo alimentate a 220 V, in quanto queste possiedono ancora il sistema di distribuzione trifase a 220 V (invece degli attuali a 380-400 V) dove la tensione tra una fase e il neutro è di 127 V, per cui si è costretti ad utilizzare due fasi nelle abitazioni. Fortunatamente la distribuzione bifase è quasi in disuso perché considerata più pericolosa rispetto a quella attuale monofase fase-neutro a 220-240 V. 
Un sistema bifase può essere ottenuto a partire da uno trifase per mezzo di due trasformatori in  configurazione Scott. Un primario del trasformatore è direttamente collegato tra due fasi (R ed S). L'altro primario è connesso da un lato ad una presa centrale del precedente avvolgimento, e dall'altro, in una presa intermedia all'86,6% si innesta la terza fase della fonte di alimentazione (T). Dai due secondari escono due fasi con uno sfasamento di 90°. Se il carico è bilanciato sulla linea bifase lo sarà anche su quella trifase che la alimenta.